# La Palmas flygplats
La Palmas flygplats (spanska: Aeropuerto de La Palma, IATA: SPC, ICAO: GCLA) är en internationell flygplats belägen vid Breña Baja och Villa de Mazo 8 kilometer söder om La Palmas huvudstad Santa Cruz. Flygplatsen ägs och drivs av Aeropuertos Españoles y Navegación Aérea som driver de flesta civila flygplatserna i Spanien. 
Flygplatsen tjänas främst av Binter Canarias och Canaryfly med flygningar till Kanarieöarna Teneriffa och Gran Canaria men det finns även flygningar till större europeiska städer samt charter till flertalet europeiska länder. Efter ett par år av minskad trafik har flygplatsen återigen ökat i antal passagerare och hade 2016 över 1 miljon passagerare för första gången sedan 2011.